# کریس تایرپاک
کریس تایرپاک (انگلیسی: Kris Tyrpak؛ زادهٔ ۱۹ مارس ۱۹۹۲) بازیکن فوتبال اهل ایالات متحده آمریکا است.
از باشگاه‌هایی که در آن بازی کرده‌است می‌توان به باشگاه فوتبال چیواس یواس‌ای اشاره کرد.